# Rincón (football, 1977)
Pour les articles homonymes, voir Rincón.
Gilvan Santos Souza, dit Rincón, est un ancien footballeur brésilien né le 20 avril 1977 à Mairi, professionnel de 1998 à 2012. Il jouait au poste d'avant-centre, et a passé la majeure partie de sa carrière au Portugal.

## Biographie
Rincón dispute 67 matchs en première division portugaise et inscrit 10 buts dans ce championnat.

## Carrière
| Saison    | Club                              | Pays     |
| --------- | --------------------------------- | -------- |
| 1998      | Fluminense de Feira               | Brésil   |
| 1999      | ABC                               | Brésil   |
| 2000-2001 | Samsunspor                        | Turquie  |
| 2001      | Coritiba                          | Brésil   |
| 2001      | Treze FC                          | Brésil   |
| 2002      | Santa Cruz (Recife)               | Brésil   |
| 2002-2003 | CS Marítimo                       | Portugal |
| 2003-2004 | CS Marítimo                       | Portugal |
| 2004-2005 | CS Marítimo Paços de Ferreira     | Portugal |
| 2005-2006 | CS Marítimo                       | Portugal |
| 2006-2007 | Gil Vicente FC                    | Portugal |
| 2007      | Treze FC                          | Brésil   |
| 2007      | Agremiação Sportiva Arapiraquense | Brésil   |
| 2007-2008 | FC Vizela                         | Portugal |
| 2008-2009 | CD Santa Clara                    | Portugal |
| 2009-2010 | CD Santa Clara                    | Portugal |
| 2010-2011 | SC Covilhã                        | Portugal |
| 2012      | EC Flamengo Paraibano (en)        | Brésil   |

## Palmarès

### En club
- Paços de Ferreira
  - Champion du Portugal de D2 en 2005

### Distinctions individuelles
- Meilleur buteur du Championnat du Portugal de D2 en 2005 19 buts (avec Paços de Ferreira)